# Boeing E-6
Die Boeing E-6, auch E-6 TACAMO (Take Charge and Move Out) oder E-6 Mercury, ist ein Flugzeugtyp der US-Marine auf Basis der Boeing 707 und dient als Gefechtsleitplattform, speziell zum Übertragen von Statusmeldungen der strategischen und taktischen U-Boote der US-Marine.

## Geschichte

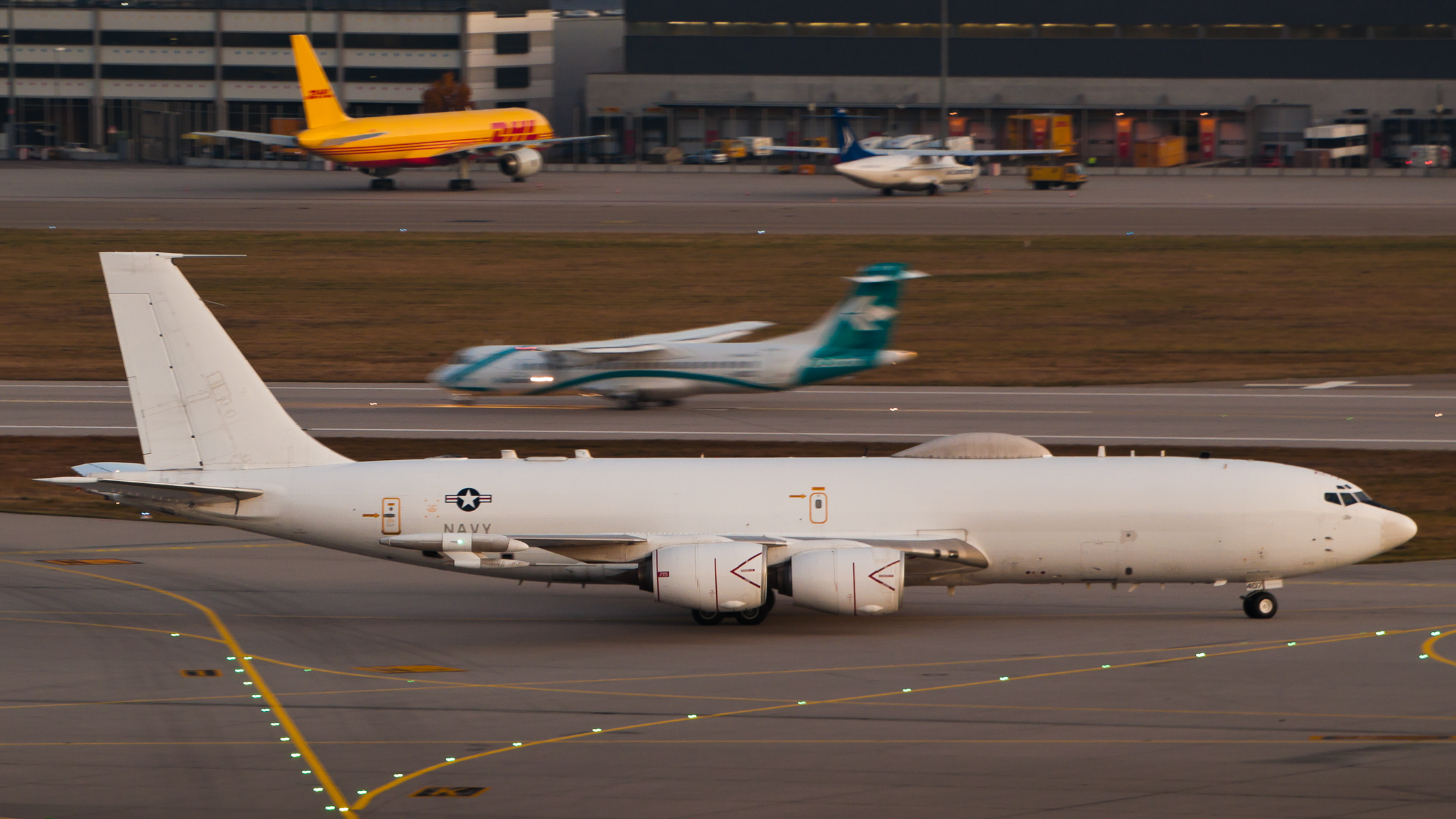
Boeing E-6B Mercury der US Navy auf dem Stuttgarter Flughafen

Im Kalten Krieg war eine Verbindung zu den Atom-U-Booten in den Weiten über den Weltmeeren wichtig. Dafür nutzte die US-Marine ab Mitte der 1960er Jahre umgebaute Lockheed C-130 „Hercules“-Maschinen. Zu Beginn der 1980er Jahre erreichten diese das Ende ihrer Lebensdauer, so dass nach einem Nachfolger gesucht wurde und 1982 die US-Marine eine Ausschreibung ausgab. Nach langen Verhandlungen erhielt Boeing am 29. April 1983 schließlich einen Entwicklungsauftrag für die auf der Boeing 707-320B basierenden E-6A.
Der Entwurf übernahm große Teile der Boeing E-3A AWACS, so unter anderem das Turbofan-Triebwerk vom Typ CFM56. Der Rollout des ersten Exemplars der anfangs noch Hermes genannten Maschine fand im Dezember 1986 in Renton statt, der Erstflug (eigentlich ein Überführungsflug zur Ausrüstung und Tests auf dem Boeing Field in Seattle) am 19. Februar 1987. Bei der Erprobung gab es Probleme mit dem Seitenleitwerk und der Flügelbeplankung, welche durch die Belastungen beim Schleppen der Antennen verursacht wurden. So wurden die ersten E-6A erst am 2. August 1989 in Barbers Point, Hawaii in Dienst gestellt.
Insgesamt wurden zwischen 1989 und 1992 16 Exemplare dieses Typs ausgeliefert. Ab 1995 wurden zwölf Maschinen mit zusätzlichen Kommunikationssystemen ausgestattet, damit sie die Kommunikation mit landgestützten Interkontinentalraketen mit übernehmen konnten. Diese Maschinen wurden nun E-6B Mercury II genannt und übernahmen ab dem 1. Oktober 1998 die Looking-Glass-Einsätze der ausgemusterten USAF EC-135C. Dazu wurde die MILSTAR- und weitere elektrische Ausrüstung aus den EC-135C aus- und in die E-6 eingebaut. Die erste dieser Maschinen war im Mai 1997 fertig, startete am 25. Juni 1997 zur Erprobung nach Patuxent River und wurde im Oktober 1998 für einsatzbereit erklärt.
Bis Ende 2003 wurden alle E-6A in die B-Version umgerüstet. Man erkennt die umgerüsteten Maschinen am „Buckel“ auf dem Vorderrumpf, der die MILSTAR-Ausrüstung und Antennen beherbergt. Im Laufe der Zeit wurden die Maschinen weiter modernisiert. So erhielten sie ab 2002 ein modernes Glascockpit und nach einem entsprechenden Auftrag im Jahr 2004 an Rockwell Collins moderne Funksysteme. Die erste dieser auf den Block-I Standard umgerüsteten Maschinen ging am 24. Februar 2009 wieder an die US-Marine. Die E-6 sollen bis 2030 im Dienst bleiben.
Im Juni 2023 wurde die erste, erneut modernisierte E-6B zurück an die Marine geliefert. Während rund einem Jahr wurde das erste Flugzeug mittels fünf Kits modernisiert, um die Kommando-, Kontroll- und Kommunikationsfunktionen der E-6B und ihre Effizienz weiter zu steigern. Northrop Grumman hat den Zuschlag für das Modernisierungspaket im Wert von 111 Mio. US-Dollar erhalten. In Zukunft sollen die restlichen E-6Bs in rund einem halben Jahr das Upgrade erhalten und wieder frei gegeben werden.
Bis August 2023 soll der Umbau einer bei der Royal Air Force ausgemusterten E-3D Sentry AEW1 (RAF-Seriennr. ZH104) zu einem Schulflugzeug abgeschlossen sein. Die Maschine wird die Bezeichnung TE-6B erhalten. Im November 2023 wurden die Arbeiten endgültig abgebrochen und die Anlage demontiert.

## Produktion
| Version | 1989 | 1990 | 1991 | 1992 | SUMME | Flyaway Cost |
| ------- | ---- | ---- | ---- | ---- | ----- | ------------ |
| E-6A    | 5    | 4    | 5    | 2    | 16    | 93 Mio. USD  |

## Technische Daten
Hauptmerkmal der E-6 sind zwei Schleppantennen von 1200 und 7925 Metern Länge im Längstwellenbereich für die Kommunikation mit U-Booten. Die längere der beiden Antennen muss zur Übertragung nahezu senkrecht hängen, was durch Fliegen in engen Kreisen bei Geschwindigkeiten um 250 bis 340 km/h und Querlagen von 30 bis 50° erreicht wird. Bei den E-6B sind unter anderem drei VHF-/UHF-, fünf HF- und UHF-Satcom- und ein ALR-66(V)4 EloKa-System eingebaut.
| Kenngröße                             | Daten                                                                 |
| ------------------------------------- | --------------------------------------------------------------------- |
| Muster                                | Fliegender Gefechtsstand und Funkrelaisflugzeug                       |
| Besatzung                             | 22 (19 bei E-6A4, davon 4 im Cockpit und 7–15 Bediener in der Kabine) |
| Antrieb                               | 4× CFM International CFM56-2A-2 (als F108-CF-100 bezeichnet)          |
| Länge                                 | 46,61 m                                                               |
| Spannweite                            | 45,16 m                                                               |
| Höhe                                  | 12,93 m                                                               |
| Flügelfläche                          | 283,4 m²                                                              |
| Spurweite                             | 6,73 m                                                                |
| Radstand                              | 17,98 m                                                               |
| vordere Frachttür                     | 2,34 × 3,40 m                                                         |
| Kraftstoff                            | 70.305 kg                                                             |
| Leergewicht                           | 78.380 kg                                                             |
| Startgewicht                          | 155.130 kg                                                            |
| Marschgeschwindigkeit                 | 842 km/h                                                              |
| Höchstgeschwindigkeit                 | 981 km/h                                                              |
| Dienstgipfelhöhe                      | 12.800 m                                                              |
| Patrouillenhöhe                       | 7.620 – 9.150 m                                                       |
| Missionsreichweite ohne Luftbetankung | 11.760 km                                                             |
| Einsatzdauer                          | 15h 24min                                                             |
| Stückpreis                            | 140 Mio. US-$                                                         |